# کلاته نخ‌باز
کلاته نخ‌باز، روستایی از توابع بخش مشکان شهرستان خوشاب در استان خراسان رضوی ایران است.

## جمعیت
این روستا در دهستان دره یام قرار دارد و براساس سرشماری مرکز آمار ایران در سال ۱۳۸۵، جمعیت آن زیر سه خانوار بوده‌است.